# Margaret Oakley Dayhoff
Margaret Belle Oakley Dayhoff (* 11. März 1925 in Philadelphia; † 5. Februar 1983 in Silver Spring, Maryland) war eine amerikanische Wissenschaftlerin. Sie war auf den Gebieten der physikalischen Chemie und der Sequenzanalyse von Proteinen und der DNA tätig und begründete die Bioinformatik.

## Leben und Wirken
Margaret Belle Oakley wurde am 11. März 1925 in Philadelphia als einziges Kind von Kenneth Oakley und Ruth Clark geboren. Als die Tochter zehn Jahre alt war, zog die Familie nach New York City, wo Margaret öffentliche Schulen besuchte. Die Bayside Highschool schloss sie als „Prima Omnium“ ab. Danach erhielt sie ein Stipendium für Mathematik am Washington Square College der privaten New York University. 1945 graduierte Margaret Oakley mit „magna cum laude“; drei Jahre später erhielt sie einen Ph.D. der Universität Columbia in Quantenchemie. In ihrer Doktorarbeit thematisierte sie die Nutzung von Computersystemen zur Massendatenverarbeitung in der theoretischen Chemie. Ebenfalls 1948 heiratete Margaret Oakley den Physiker Edward Dayhoff.
Nach einem Studium der Elektrochemie an der Rockefeller-Universität bis 1951 erhielt Margaret Oakley Dayhoff zunächst eine Forschungsstelle an der Universität Maryland (1957–1959) und danach eine Professur für Physiologie und Biophysik an der Georgetown University („Georgetown University Medical Center“). Seit 1955 konnte sie mit einem Computersystem arbeiten und entwickelte Programme, welche die Aminosäuresequenzen homologer Proteine verschiedener Spezies verglichen und damit die Grundlage der Sequenzalignierung schufen. Seit 1965 erschien der „Atlas of Protein Sequence and Structure“, ein Sammelwerk aller bis dahin bekannten Proteinsequenzen. Die Daten wurden ab 1984 in die Protein-Information-Resource-Datenbank übernommen, die 2002 in die UniProt-Datenbank mündete. Ab 1966 entwickelte Margaret Dayhoff das PAM-Modell, das die Wahrscheinlichkeit einer Veränderung einer Proteinsequenz zu bestimmen versucht.
Am 5. Februar 1983 verstarb Margaret Oakley Dayhoff 57-jährig an einem Herzinfarkt.